# Campionati mondiali di canoa/kayak 2010
I XXXVIII Campionati mondiali di canoa/kayak si sono svolti a Poznań (Polonia) dal 19 al 22 agosto 2010.

## Medagliere
- non comprende le medaglie delle gare per disabili e della gara di esibizione.

| Posizione | Paese         | Oro | Argento | Bronzo | Totale |
| --------- | ------------- | --- | ------- | ------ | ------ |
| 1         | Ungheria      | 6   | 5       | 1      | 12     |
| 2         | Germania      | 5   | 4       | 2      | 11     |
| 3         | Bielorussia   | 3   | 3       | 1      | 7      |
| 4         | Russia        | 2   | 2       | 6      | 10     |
| 5         | Francia       | 2   | 1       | 0      | 3      |
| 5         | Romania       | 2   | 1       | 0      | 3      |
| 7         | Gran Bretagna | 1   | 2       | 2      | 5      |
| 8         | Ucraina       | 1   | 2       | 1      | 4      |
| 9         | Spagna        | 1   | 2       | 0      | 3      |
| 10        | Canada        | 1   | 0       | 2      | 3      |
| 11        | Svezia        | 1   | 0       | 1      | 2      |
| 11        | Uzbekistan    | 1   | 0       | 1      | 2      |
| 13        | Australia     | 1   | 0       | 0      | 1      |
| 13        | Lituania      | 1   | 0       | 0      | 1      |
| 15        | Cina          | 0   | 2       | 0      | 2      |
| 16        | Polonia       | 0   | 1       | 4      | 5      |
| 17        | Slovacchia    | 0   | 1       | 2      | 3      |
| 18        | Azerbaigian   | 0   | 1       | 0      | 1      |
| 18        | Portogallo    | 0   | 1       | 0      | 1      |
| 20        | Austria       | 0   | 0       | 1      | 1      |
| 20        | Finlandia     | 0   | 0       | 1      | 1      |
| 20        | Italia        | 0   | 0       | 1      | 1      |
| 20        | Giappone      | 0   | 0       | 1      | 1      |
| 20        | Rep. Ceca     | 0   | 0       | 1      | 1      |
| 20        | Serbia        | 0   | 0       | 1      | 1      |
| Totale    | Totale        | 28  | 28      | 29     | 85     |

## Podi

### Uomini
| Evento       | Oro                                                                                     | Perform.  | Argento                                                                           | Perform.  | Bronzo                                                                          | Perform.  |
| Canoa        |                                                                                         |           |                                                                                   |           |                                                                                 |           |
| C1 - 200 m   | Ivan Shtyl                                                                              | 39.161    | Thomas Simart                                                                     | 39.729    | Richard Dalton Yuriy Cheban                                                     | 39.953    |
| C1 - 500 m   | Dzianis Harasha                                                                         | 1:47.701  | Li Qiang                                                                          | 1:48.317  | Vadim Menkov                                                                    | 1:48.457  |
| C1 - 1000 m  | Vadim Menkov                                                                            | 3'51"721  | Attila Vajda                                                                      | 3'51"921  | Sebastian Brendel                                                               | 3'53"837  |
| C1 - 5000 m  | Ronald Verch                                                                            | 23:24.342 | Jose Luis Bouza                                                                   | 23:26.398 | Marian Ostcril                                                                  | 23:38.070 |
| C1 - 4X200 m | Russia Ivan Shtyl Mikhail Pavlov Nikolay Lipkin Evgeny Ignatov                          | 2:48.143  | Ucraina Oleksandr Maksymchuk Yuriy Cheban Stanislav Shymansky Vyacheslav Tsekhosh | 2:50.675  | Polonia Adam Ginter Roman Rynkiewicz Mariusz Kruk Paweł Baraszkiewicz           | 2:51.059  |
| C2 - 200 m   | Lituania Raimundas Labuckas Tomas Gadeikis                                              | 36.019    | Russia Evgeny Ignatov Ivan Shtyl                                                  | 36.411    | Polonia Paweł Skowroński Paweł Baraszkiewicz                                    | 36.551    |
| C2 - 500 m   | Romania Alexandru Dumitrescu Victor Mihalachi                                           | 1:40.781  | Azerbaigian Sergiy Bezugliy Maksym Prokopenko                                     | 1:41.277  | Russia Pavel Petrov Alexander Kostogold                                         | 1:41.345  |
| C2 - 1000 m  | Romania Alexandru Dumitrescu Victor Mihalachi                                           | 3:37.317  | Bielorussia Andrei Bahdanovich Aliaksandr Bahdanovich                             | 3:37.325  | Ungheria Márton Tóth Róbert Mike                                                | 3:38.057  |
| C4 - 1000 m  | Bielorussia Dzmitry Rabchanka Dzmitry Vaitsishkin Dzianis Harazha Aliaksandr Vauchetski | 3:18.724  | Romania Gabriel Gheoca Nicolae Bogdan Mihail Simion Florin Comanici               | 3:20.548  | Germania Chris Wend Tomasz Wylenzek Ronald Verch Erik Rebstock                  | 3:20.616  |
| Kayak        |                                                                                         |           |                                                                                   |           |                                                                                 |           |
| K1 - 200 m   | Edward McKeever                                                                         | 34.807    | Ronald Rauhe                                                                      | 35.155    | Piotr Siemionowski                                                              | 35.195    |
| K1 - 500 m   | Anders Gustafsson                                                                       | 1:38.457  | Peter Gelle                                                                       | 1:38.961  | Adam van Koeverden                                                              | 1:39.005  |
| K1 - 1000 m  | Max Hoff                                                                                | 3'29"544  | Tim Brabants                                                                      | 3'30"040  | Aleh Yurenia                                                                    | 1'46"91   |
| K1 - 5000 m  | Ken Wallace                                                                             | 20:01.338 | Max Hoff                                                                          | 20:03.574 | Maximilian Benassi                                                              | 20:06.670 |
| K1 - 4X200 m | Spagna Saúl Craviotto Francisco Llera Pablo Andres Carlos Pérez Rial                    | 2:27.409  | Regno Unito Edward McKeever Jonathon Schofield Liam Heath Edward Cox              | 2:27.897  | Russia Viktor Zavolskiy Alexander Dyachenko Yevgeny Salakhov Alexander Nikolaev | 2:28.753  |
| K2 - 200 m   | Francia Arnaud Hybois Sébastien Jouve                                                   | 31.532    | Spagna Saúl Craviotto Carlos Pérez Rial                                           | 31.540    | Regno Unito Liam Heath Jonathon Schofield                                       | 31.584    |
| K2 - 500 m   | Bielorussia Raman Piatrushenka Vadzim Makhneu                                           | 1:29.230  | Portogallo Fernando Pimenta João Ribeiro                                          | 1:29.970  | Serbia Dusko Stanojević Dejan Pajić                                             | 1:30.418  |
| K2 - 1000 m  | Germania Martin Hollstein Andreas Ihle                                                  | 3:13.024  | Ungheria Zoltán Kammerer Ákos Vereckei                                            | 3:13.204  | Russia Ilya Medvedev Anton Ryakhov                                              | 3:15.736  |
| K4 - 1000 m  | Francia Arnaud Hybois Étienne Hubert Sébastien Jouve Philippe Colin                     | 2:54.103  | Bielorussia Raman Piatrushenka Aliaksei Abalmasav Artur Litvinchuk Vadzim Makhnev | 2:55.843  | Rep. Ceca Ondřej Horský Jan Souček Daniel Havel Jan Štěrba                      | 2:56.023  |

### Donne
| Evento       | Oro                                                                        | Perform.  | Argento                                                                    | Perform.  | Bronzo                                                                          | Perform.  |
| Canoa        |                                                                            |           |                                                                            |           |                                                                                 |           |
| C1 - 200 m   | Laurence Vincent-Lapointe                                                  | 48.188    | Li Tianian                                                                 | 48.992    | Maria Kazakova                                                                  | 51.724    |
| Kayak        |                                                                            |           |                                                                            |           |                                                                                 |           |
| K1 - 200 m   | Natasa Janics                                                              | 40.181    | Inna Osypenko-Radomska                                                     | 40.797    | Shinobu Kitamoto                                                                | 40.917    |
| K1 - 500 m   | Inna Osypenko-Radomska                                                     | 1:50.461  | Natasa Janics                                                              | 1:50.625  | Rachel Cawthorn                                                                 | 1:50.929  |
| K1 - 1000 m  | Franziska Weber                                                            | 3'57"544  | Katalin Kovács                                                             | 4'00"124  | Sofia Paldanius                                                                 | 4'00"280  |
| K1 - 5000 m  | Vivien Folláth                                                             | 22:44.927 | Maryna Paltaran                                                            | 22:53.079 | Anne Rikala                                                                     | 23:07.683 |
| K1 - 4X200 m | Germania Nicole Reinhardt Conny Waßmuth Tina Dietze Katrin Wagner-Augustin | 2:50.315  | Ungheria Natasa Janics Zomilla Hegyi Ninetta Vad Tímea Paksy               | 2:52.211  | Russia Natalia Lobova Anastasia Sergeeva Natalia Proskurina Anastasia Panchenko | 2:52.959  |
| K2 - 200 m   | Ungheria Katalin Kovács Natasa Janics                                      | 36.886    | Polonia Marta Walczykiewicz Ewelina Wojnarowska                            | 37.766    | Slovacchia Ivana Kmetová Martina Kohlová                                        | 37.778    |
| K2 - 500 m   | Ungheria Gabriella Szabó Danuta Kozák                                      | 1:40.064  | Russia Juliana Salakhova Anastasia Sergeeva                                | 1:41.628  | Austria Yvonne Schuring Viktoria Schwarz                                        | 1:42.684  |
| K2 - 1000 m  | Ungheria Gabriella Szabó Tamara Csipes                                     | 3:34.306  | Germania Carolin Leonhardt Silke Hörmann                                   | 3:37.426  | Russia Juliana Salakhova Anastasia Sergeeva                                     | 3:37.554  |
| K4 - 500 m   | Ungheria Natasa Janics Tamara Csipes Katalin Kovács Dalma Benedek          | 1:31.607  | Germania Fanny Fischer Nicole Reinhardt Katrin Wagner-Augustin Tina Dietze | 1:32.795  | Polonia Karolina Naja Aneta Konieczna Sandra Pawelczak Magdalena Krukowska      | 1:33.815  |

## Medagliere
| Posizione | Paese              | Oro | Argento | Bronzo | Totale |
| --------- | ------------------ | --- | ------- | ------ | ------ |
| 1         | Brasile            | 2   | 1       | 0      | 3      |
| 1         | Canada             | 2   | 1       | 0      | 3      |
| 3         | Austria            | 1   | 0       | 0      | 1      |
| 3         | Romania            | 1   | 0       | 0      | 1      |
| 3         | Polinesia francese | 1   | 0       | 0      | 1      |
| 6         | Italia             | 0   | 1       | 3      | 4      |
| 7         | Francia            | 0   | 1       | 1      | 2      |
| 8         | Germania           | 0   | 1       | 0      | 1      |
| 8         | Spagna             | 0   | 1       | 0      | 1      |
| 8         | Stati Uniti        | 0   | 1       | 0      | 1      |
| 11        | Finlandia          | 0   | 0       | 1      | 1      |
| 11        | Regno Unito        | 0   | 0       | 1      | 1      |
| 11        | Nuova Zelanda      | 0   | 0       | 1      | 1      |
| Totale    | Totale             | 7   | 7       | 7      | 21     |

## Podi
| Evento                          | Oro                               | Perform. | Argento                       | Perform. | Bronzo                      | Perform. |
| K1 - 200 m A maschile           | Brasile Fernando Fernandes Padua  | 56.151   | Spagna Antonio De Diego       | 1:06.215 | Regno Unito Jono Broome     | 1:07.179 |
| K1 - 200 m LTA maschile         | Romania Iulian Serban             | 44.176   | Francia Martin Farineaux      | 44.448   | Italia Andrea Testa         | 45.440   |
| K1 - 200 m TA maschile          | Austria Marcus Swoboda            | 44.617   | Italia Paolo Bressi           | 53.437   | Finlandia Henry Manni       | 56.281   |
| V1 - 200 m LTA, TA, A maschile  | Polinesia francesePatrick Viriamu | 54.918   | Germania Gerhard Bowitzky     | 57.046   | Nuova Zelanda George Thomas | 1:00.918 |
| K1 - 200 m LTA femminile        | Canada Christine Gauthier         | 53.190   | Brasile Ferreira Marta Santos | 1:04.334 | Italia Giovanna Chiriu      | 1:04.346 |
| K1 - 200 m TA femminile         | Brasile Ferreira Marta Santos     | 1:02.942 | Canada Christine Selinger     | 1:04.534 | Francia Severine Amiot      | 1:06.090 |
| V1 - 200 m LTA, TA, A femminile | Canada Christine Selinger         | 1:12.096 | Stati Uniti Tami Hetke        | 1:12.520 | Italia Lorella Bellato      | 1:20.444 |

### Gare di esibizione
| Evento              | Oro                                                 | Perform. | Argento                                 | Perform. | Bronzo                                      | Perform. |
| Canoa               |                                                     |          |                                         |          |                                             |          |
| C2 - 500m femminile | Canada Laurence Vincent-Lapointe Mallorie Nicholson | 2:03.622 | Russia Maria Kazakova Ekaterina Petrova | 2:18.110 | Brasile Luciana Costa Camila Conceição Lima | 2:19.254 |